# Albert von Könitz
Albert Alexander Freiherr von Könitz (* 4. September 1842 in Augsburg; † 19. März 1925 in München) war ein bayerischer General der Kavallerie.

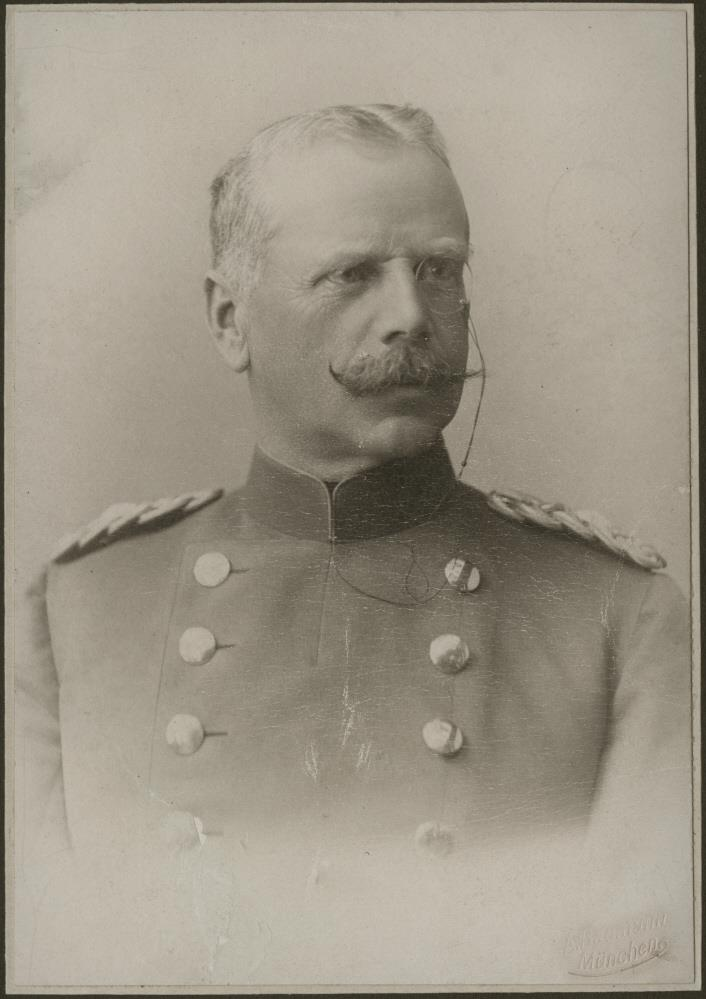
Albert Freiherr von Könitz

## Leben

### Herkunft
Er war der einzige Sohn des bayerischen Oberst und Kämmerers Alexander Freiherr von Könitz (1790–1859) und dessen Ehefrau Henriette, geborene von Kerstorf (1807–1854). Seine Schwester Albertine Franziska Louise (1840–1915) war mit Christian Wilhelm Ludwig Abeken verheiratet.

### Militärkarriere
Könitz absolvierte die Pagerie und legte 1861 sein Abitur an einem Humanistischen Gymnasium ab. Er trat anschließend als Junker in das 2. Chevaulegers-Regiment „Taxis“ der Bayerischen Armee ein. Mit seiner Beförderung zum Unterleutnant wurde er Ende Februar 1862 in das 6. Chevaulegers-Regiment vakant „Herzog von Leuchtenberg“ versetzt. Als Ordonnanzoffizier nahm Könitz 1866 während des Krieges gegen Preußen bei der 4. Division an den Gefechten bei Roßdorf und Roßbrunn teil.
Während des Krieges war er zum Oberleutnant befördert und nach dem Friedensschluss als Adjutant des Generalmajors und Brigadiers von Tausch zunächst zur 3. und 1867 zur 4. Kavallerie-Brigade versetzt worden. Ab 1869 hatte er eine Verwendung beim Generalstab der 4. Division in Würzburg. Mit Beginn des Krieges gegen Frankreich wurde Könitz Adjutant der 1. Kavallerie-Brigade. In dieser Stellung nahm er am Gefecht bei Beaumont, den Schlachten bei Sedan und Orléans sowie der Belagerung von Paris teil. Für sein Verhalten erhielt Könitz das Eiserne Kreuz II. Klasse und das Ritterkreuz II. Klasse des Militärverdienstordens mit Schwertern.
Nach dem Friedensschluss absolvierte Könitz ab 1. Oktober 1871 für drei Jahre die Kriegsakademie, die ihm die Qualifikation für den Generalstab aussprach. Mitte Dezember 1874 wurde er Rittmeister und Eskadronchef im 6. Chevaulegers-Regiment „Großfürst Constantin Nikolajewitsch“. 1877 kommandierte man ihn zum Generalstab in München, wo Könitz Mitte August 1879 zum Major befördert wurde. Als solcher war er für ein halbes Jahr zum Großen Generalstab in Berlin abkommandiert. 1884 wurde Könitz Stabsoffizier im 1. Ulanen-Regiment „Kronprinz Friedrich Wilhelm des Deutschen Reiches und von Preußen“ und in dieser Stellung Mitte Februar 1886 Oberstleutnant. Von März 1887 bis Februar 1891 war er Kommandeur des 2. Ulanen-Regiments „König“. Zwischenzeitlich Ende Juli 1888 zum Oberst befördert, erhielt Könitz anschließend das Kommando über die in Augsburg stationierte 2. Kavallerie-Brigade. In dieser Stellung avancierte er am 30. November 1891 zum Generalmajor. Am 25. September 1894 wurde Könitz zum Inspekteur der Kavallerie ernannt sowie am 9. November 1895 zum Generalleutnant befördert. Daran schloss sich ab dem 22. März 1900 eine Verwendung als Kommandeur der 1. Division in München an.
Am 25. Januar 1904 wurde Könitz unter Beförderung zum General der Kavallerie in Genehmigung seines Abschiedsgesuches mit der gesetzlichen Pension zur Disposition gestellt und gleichzeitig zum diensttuenden Generaladjutanten des Prinzregenten Luitpold von Bayern ernannt. Auch nach dessen Tod behielt Könitz diese Stellung bei. Während des Ersten Weltkriegs wurde er als z.D.-Offizier wiederverwendet und fungierte ab 1. August 1914 als Kommandierender General des Stellvertretenden Generalkommandos des III. Armee-Korps in Nürnberg. Kurz vor und nach Kriegsende unternahm Könitz in der Novemberrevolution nichts zur Bewahrung der Monarchie in Bayern. Seine Mobilmachungsbestimmung wurde am 21. November 1918 aufgehoben.
Könitz stand à la suite des 2. Ulanen-Regiments „König“ und war Inhaber des Großkreuzes des Verdienstordens vom Heiligen Michael sowie des Militärverdienstordens.

### Familie

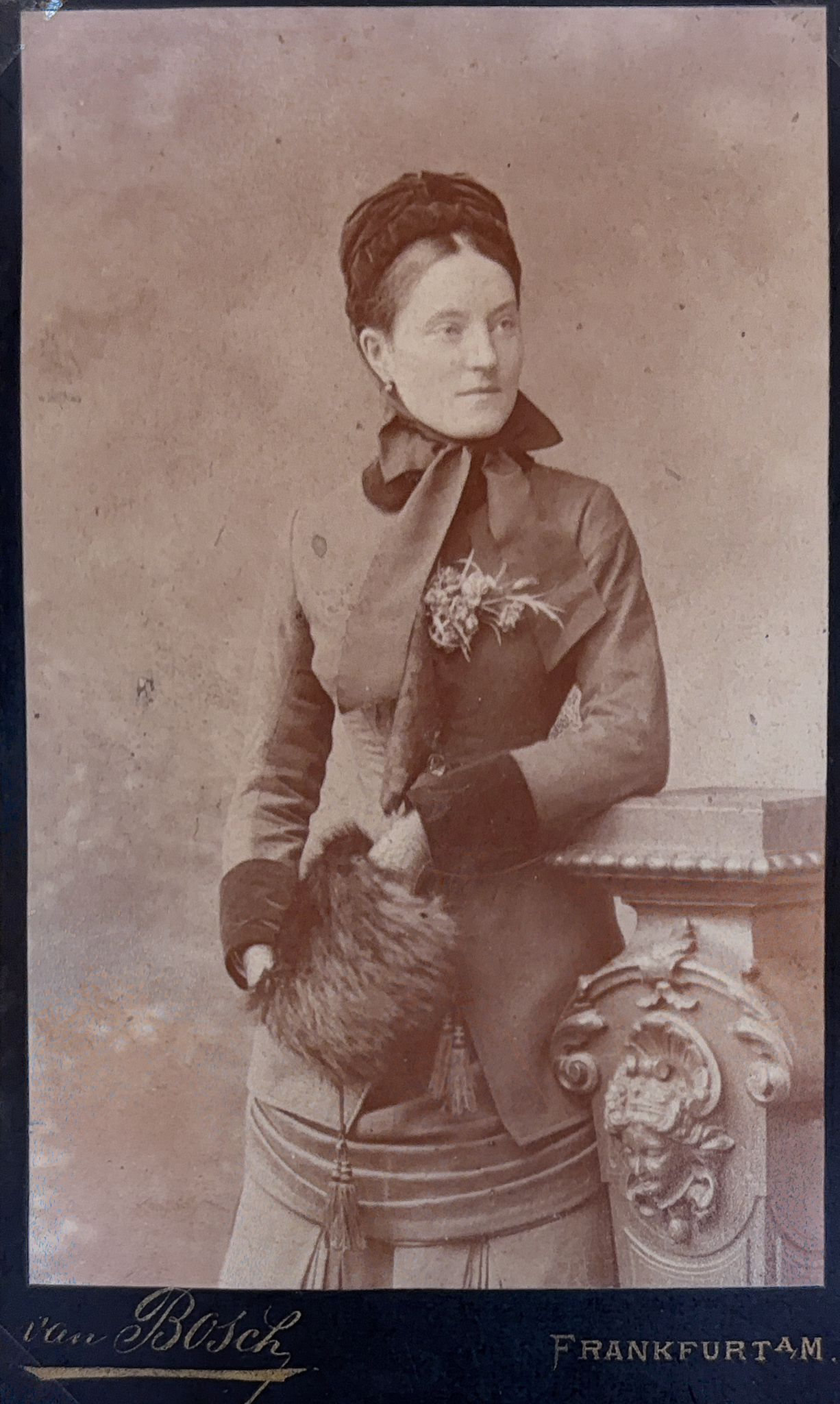
Johanna Freifrau von Könitz, geb. Gräfin Verri della Bosia

Er hatte sich am 15. Januar 1883 in Würzburg mit Johanna Gräfin von Verri della Bosia (1857–1942) verheiratet. Sie war die Tochter des bayerischen Generals der Infanterie Maximilian Verri della Bosia (1824–1909) und dessen Ehefrau Florentine, geborene Rudhart (1824–1907). Aus der Ehe gingen die Söhne Hans Alexander (* 1883) und Heinrich Karl (* 1886) hervor.